# Oona Siren
Oona Amanda Siren (* 23. Februar 2001) ist eine finnische Fußballspielerin und seit 2023 auch A-Nationalspielerin.

## Karriere

### Vereine
Aus der Jugendmannschaft des im Ortsteil von Vantaa ansässigen Tikkurilan Palloseura (TiPS) hervorgegangen, rückte Siren im Alter von 16 Jahren in deren erste Mannschaft auf. Dieser gehörte sie von 2017 bis 2021 an, ab 2018 durchgängig in der höchsten Spielklasse (bis 2019 Naisten Liiga, danach Kansallinen Liiga). Ihr erstes von 17 Punktspielen im Seniorinnenbereich bestritt sie am 7. Mai 2017 beim 6:0-Sieg im Heimspiel der Zweitligabegegnung mit dem FC United aus Jakobstad. Ihr erstes von zwei Toren erzielte sie am 8. Juli 2017 beim 2:1-Sieg im Heimspiel gegen den aus Malmi stammenden Malmin Palloseura mit dem Siegtreffer in der dritten Nachspielminute der 90-minütigen Spielzeit.
Ihr erstes von 24 Punktspielen in der höchsten Spielklasse bestritt sie am 30. März 2018 bei der 0:1-Niederlage im Heimspiel gegen die Frauen von Åland United. Ihre ersten beiden Tore in dieser Spielklasse gelangen ihr am 15. September 2018 beim 4:0-Sieg im Auswärtsspiel gegen Pallokissat Kuopio mit den Treffern zum 1:0 und 4:0 in der 17. und der ersten Minute der Nachspielzeit der 90-minütigen Spielzeit. In der Folgespielzeit wurde sie in 23 Punktspielen eingesetzt, in 18 der Spielzeit 2020 und in 23 der Spielzeit 2021.
Danach spielte sie zwei Jahre lang für den in Kuopio ansässigen Ligakonkurrenten Pallokissat Kuopio, für den sie pro Spielzeit jeweils 23 Punktspiele (5 und 3 Tore) bestritt. Sie gewann 2022 die Meisterschaft und 2023 das Double (Meisterschaft und Vereinspokal) mit der Mannschaft.
Zur Spielzeit 2024 schloss sie sich dem norwegischen Erstligisten Lillestrøm SK Kvinner an, für den sie im Zeitraum 16. März bis 7. September 19 Punktspiele bestritt; ein Tor gelang ihr in diesen jedoch nicht.
Nur fünf Tage später, am 12. September 2024, wurde sie vom englischen Erstligisten West Ham United verpflichtet. Am 6. Oktober 2024 (3. Spieltag) wurde sie im Auswärtsspiel gegen Manchester City (0:2) – mit Einwechslung für Viviane Asseyi in der 56. Minute – bereits eingesetzt.

### Nationalmannschaft
Siren bestritt 32 Länderspiele für die Nachwuchsnationalmannschaften des SPL der Altersklassen U17 bis U23, in denen ihr altersübergreifend neun Tore gelangen.
Nach ihren ersten sechs Länderspielen für die U17-Nationalmannschaft in jeweils drei Spielen der ersten und zweiten EM-Qualifikationsrunde, nahm sie mit ihrer Mannschaft sowohl an der altersbezogenen Europameisterschaft 2018 in Litauen als auch an der Weltmeisterschaft 2018 in Uruguay teil. Erstgenanntes Turnier beendete sie mit ihrer Mannschaft nach allen fünf Spielen auf Platz 3; die U17-Nationalmannschaft Englands wurde am 21. Mai 2018 in Alytus mit 2:1 bezwungen. Zweitgenanntes Turnier endete nach drei Spielen in der Gruppe A als Gruppendritter.
Für die U18-Nationalmannschaft bestritt sie die beiden in Freundschaft ausgetragenen Begegnungen mit der U18-Nationalmannschaft Österreichs, die am 12. und 14. Juni 2019 mit 2:1 und 1:0 gewonnen wurden.
Für die nachfolgende Altersklasse wurde sie in neun Länderspielen eingesetzt, in denen ihr acht Tore gelangen. Sechs Länderspiele davon waren die drei jeweils in der ersten und zweiten EM-Qualifikationsrunde ausgetragenen, in denen sie fünfmal als Torschützin hervorgegangen ist. Die übrigen drei Länderspiele, in denen sie drei Tore erzielte, fanden am 2., 5. und 8. Oktober 2019 in der Gruppe 2 der ersten EM-Qualifikationsrunde statt.
Im Zeitraum 12. Juni 2021 bis 21. Februar 2023 wurde sie in sieben Länderspielen (alles Freundschaftsspiele) der U23-Nationalmannschaft berücksichtigt.
Ihr A-Länderspieldebüt erfolgte am 10. April 2023 in Senec beim 2:0-Sieg im Freundschaftsspiel gegen die Nationalmannschaft der Slowakei mit Einwechslung für Olga Ahtinen in der 29. Minute. Zwei weitere folgten am 14. und 18. Juli 2023 in Reykjavík (2:1 vs. Island) und in  Tampere (1:2 vs. Schottland). Danach kam sie in den letzten beiden Spielen der Gruppe B2 im Wettbewerb der Nations-League (6:0 vs. Rumänien am 30. November in Turku, 2:2 vs. Slowakei am 5. Dezember in Trnava) zum Zuge.
Das Spieljahr 2024 begann am 21. Februar mit dem Freundschaftsspiel gegen die Nationalmannschaft Philippiniens, das in San Pedro del Pinatar mit 4:0 gewonnen wurde. An diesem Ort bestritt sie auch beide Spiele (bei nur vier teilnehmenden Mannschaften) im Turnier um den Pinatar-Cup, das am 27. Februar mit dem 5:4 im Elfmeterschießen gegen die Nationalmannschaft Schottlands auch erfolgreich beendet werden konnte. Des Weiteren kam sie in allen sechs Spielen der EM-Quaflifikationsgruppe A1 wie auch in den vier Ausschlussspielen der ersten und zweiten Runde (1:0 und 5:0 vs. Montenegro, 0:0 und 2:0 vs. Schottland am 25. und 29. Oktober sowie am  29. November und 3. Dezember) zum Einsatz.
Bei der zweiten Wettbewerbsaustragung der Nations-League bestritt sie die ersten beiden und letzten drei Spiele der Gruppe B3 und das am 26. Juni in Leeuwarden gegen die Nationalmannschaft der Niederlande ausgetragene und mit 1:2 verlorene Freundschaftsspiel. In diesem glückte ihr mit dem Treffer zum Endstand in der dritten Minute der Nachspielzeit der 90-minütigen Spielzeit ihr erstes A-Länderspieltor.
Dem Kader für die Europameisterschaft 2025 zugehörig, kam sie in allen drei Spielen der Gruppe A zum Einsatz, schied jedoch nach der Gruppenphase aus dem Turnier aus, da sie mit ihrer Mannschaft im letzten und entscheidenden Spiel gegen die Schweizer Nationalmannschaft den 1:1-Ausgleichstreffer in der Nachspielzeit hinnehmen mussten und die punktgleichen Schweizerinnen eine um ein Tor bessere Tordifferenz aufwiesen.

## Erfolge
Nationalmannschaft
- Erste Teilnahme an einer Europameisterschaft (2025)
- Pinatar-Cup-Sieger 2024
- Dritter U17-Europameisterschaft 2018

Kuopion Palloseura
- Finnischer Meister 2022, 2023
- Finnischer Pokal-Sieger 2023

## Sonstiges
Oona Sirens Zwillingsschwester Emmi (* 23. Februar 2001) ist ebenfalls Fußballspielerin; beide gingen den gemeinsamen (sportlichen Vereins-)Weg, bis sich Oona im Januar 2024 nach Schweden (Lillestrøm SK) und Emmi sich nach Dänemark (FC Nordsjælland) begab. Beide gehörten dem EM-Kader 2025 an, doch nur Oona wurde im Turnier eingesetzt.